# Geay (Charente Marítimo)
 Geay  es una población y comuna francesa, situada en la región de Poitou-Charentes, departamento de Charente Marítimo, en el distrito de Saintes y cantón de Saint-Porchaire.

## Demografía
| 507 | 509 | 460 | 444 | 464 | 570 |
| Para los censos de 1962 a 1999 la población legal corresponde a la población sin duplicidades (Fuente: INSEE [Consultar]) |     |     |     |     |     |